# Heinrich Kilber
Heinrich Kilber (selten auch Henricus Kilber; * 8. März 1710 in Mainz; † 25. Oktober 1783 in Heidelberg) war ein römisch-katholischer Theologe, Jesuitenpater und Hochschullehrer.

## Leben
Kilber war Sohn eines Schusters. Er trat 1728 in das Mainzer Noviziat des Jesuitenordens ein. Ab 1732 widmete er sich einem Studium der Theologie an der Universität Würzburg und wurde dort 1737 zum Dr. theol. promoviert. Er lehrte zunächst Humaniora und von 1743 bis 1747 Philosophie an den Jesuiteneinrichtungen in Mainz und Heidelberg.
Kilber ging 1749 als Professor der Theologie an die Universität Fulda, an der er Dogmatik lehrte. 1750/1751 wechselte er auf den Lehrstuhl für Dogmatik an die Universität Würzburg. 1764 erhielt er an der Würzburger Universität den neuerrichteten Lehrstuhl für Exegese. 1771 verließ er Würzburg und wurde dem Provinzial in Heidelberg zur Seite gestellt, bevor er 1772 die Rektorenstelle des Seminarium Carolinum in Heidelberg erhielt, einer Bildungseinrichtung der Jesuiten für die sogenannten höheren Studien.
Mit der Aufhebung des Jesuitenordens verlor Kilber seine Stellung. Er wurde in der Folge zum Regens des Priesterseminars in Heidelberg ernannt und erhielt eine Assessorenstelle an der Theologischen Fakultät der Universität Heidelberg.

## Werke (Auswahl)
- De praecipuis doctrinae Cartesianae capitibus, 1747.
- Theologia dogmatico-polemico-scholastica, 4 Bände, Stahel, Würzburg 1767–1770.
- mit Thomas Holtzclau, Ignaz Neubauer und Ulrich Munier: R. R. Patrum Societatis Jesu Theologia dogmatica, polemica, scholastica et moralis praelectionibus publicis in alma Universitate Wirceburgensi accommodata, 14 Bände, Stahel, Würzburg 1766–1771 (=Theologia Wirceburgensis, 10 Bände, Paris 1852–1854).
- Analysis biblica, 4 Bände, Heidelberg 1773–1779.